# هیروشی نیشیکیوری
هیروشی نیشیکیوری (انگلیسی: Hiroshi Nishikiori؛ زادهٔ ۲۰ مهٔ ۱۹۶۶) کارگردان فیلم اهل ژاپن است. وی از سال ۱۹۹۹ میلادی تاکنون مشغول فعالیت بوده‌است.